# آفتاب مهتاب
آفتاب مهتاب فیلمی به کارگردانی و نویسندگی حسین مدنی محصول سال ۱۳۴۹ است.

## خلاصه داستان
پسری خردسال در حریقی پدرش را از دست می‌دهد و مادرش را گم می‌کند

## بازیگران
- ایرج رستمی
- منصور سپهرنیا
- سارا
- مجید فریدفر
- محسن آراسته
- ابراهیم نادری
- اشرف کاشانی
- منیره نجاتی
- عزت‌اله مقبلی
- فراز
- فرزانه
- مینا
- بابایی
- ویدا
- رمضان شهری